# Tariq Ramadan

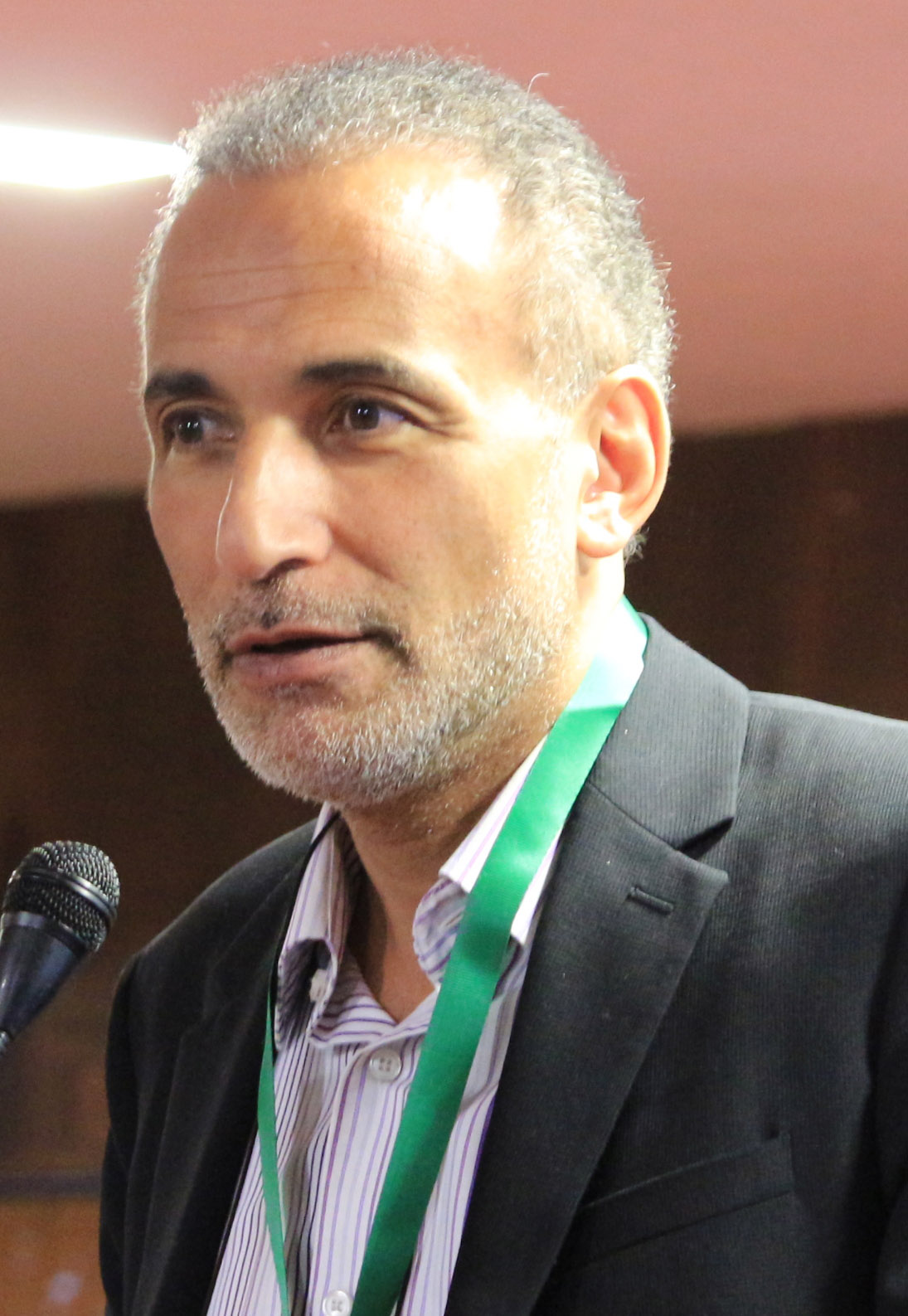
Tariq Ramadan (2017)

Tariq Ramadan (* 26. August 1962 in Genf; arabisch طارق رمضان, DMG Ṭāriq Ramaḍān) ist ein Schweizer Islamwissenschaftler und Publizist ägyptischer Herkunft. Er gilt als ein Vordenker eines europäischen Islam, wird aber auch oft als Vordenker des Islamismus kritisiert. Ab 2009 war er Professor für Islamwissenschaft an der Oxford University, seine Tätigkeit ruht jedoch aufgrund des Vorwurfs sexueller Übergriffe. Aufgrund entsprechender Vorwürfe wurde er 2018 von der französischen Polizei festgenommen und 2024 von einem Schweizer Gericht zu einer Freiheitsstrafe verurteilt. Sein Großvater mütterlicherseits ist Hassan al-Banna, der Begründer der Muslimbrüder. Sein Vater, Said Ramadan, war führender Aktivist und Vertreter der Muslimbrüder.

## Leben

### Herkunft, Ausbildung und frühes politisches Engagement
Tariq Ramadan wurde 1962 in Genf als das jüngste von sechs Kindern geboren. Er ist ein Enkel von Hassan al-Banna, dem Begründer der ägyptischen Muslimbrüder, der 1949 nach von ihm verübten islamistischen Anschlägen auf die Obrigkeit von unbekannten Attentätern erschossen wurde. Gamal al-Banna (1920–2013), ein liberaler Islam-Gelehrter, war Ramadans Grossonkel. Sein Vater Said Ramadan, ein Vertreter der Muslimbrüder, musste 1954 unter dem politischen Druck des ägyptischen Staatschefs Gamal Abdel Nasser seine Heimat verlassen, ging nach Deutschland, wurde von der Universität zu Köln promoviert und ließ sich später in Genf nieder. Sein Bruder Hani Ramadan ist der Direktor des Islamischen Zentrums Genf.
Ramadan besuchte eine Schweizer Schule, studierte dann Philosophie, französische Literatur und Sozialwissenschaften in Genf und schloss sein Lizenziat mit einer Arbeit über Friedrich Nietzsche ab. Anschließend lehrte er an einer Genfer Sekundarschule, dem Collège des Coudriers. Zu dieser Zeit engagierte er sich in Dritte-Welt-Initiativen, reiste im Rahmen der Initiative Coup de Main mit seinen Schülern in verschiedene Entwicklungsländer und war dort für Hilfsorganisationen tätig. Damals kam er auch in Kontakt mit dem seinerzeitigen SP-Nationalrat Jean Ziegler. Dieser verdankte seine Wiederwahl nach eigener Aussage unter anderem „Unterstützern wie Tariq“. 1991 ging Ramadan nach Ägypten, um islamische Theologie zu studieren, entschied sich jedoch gegen die langwierige Ausbildung an der al-Azhar-Universität und stattdessen für einen beschleunigten Intensivkurs bei einem Privatlehrer und Freund der Familie, Scheich Aqwabi.
Nach seiner Rückkehr in die Schweiz war Ramadan wieder als Lehrer tätig, nun am Collège de Saussure bei Genf. 1992 trat er als einer der Hauptredner auf der Jahrestagung der Union des Organisations Islamiques de France (UOIF) auf, die der Muslimbruderschaft nahesteht. Im Jahr darauf führte er eine Kampagne gegen die Aufführung des Stückes Mahomet der Prophet von Voltaire. 1994 initiierte Ramadan die Gründung der Organisation Musulmans et Musulmanes de Suisse, die jedoch ohne größeren Erfolg blieb. Ein großer Teil der rund 300 Teilnehmer auf dem Gründungskongress kam aus Frankreich und stand der algerischen Islamischen Heilsfront (FIS) nahe. Die Beiträge waren sehr radikal und lösten ein ausgesprochen negatives Echo in der Schweizer Presse aus. Anschließend verlegte er sein politisches Engagement wieder nach Frankreich. Er schaltete sich in die dortige Kopftuch-Kontroverse ein. So näherte sich Ramadan 1994 der Union des Jeunes Musulmans (UJM) an und trat regelmäßig auf deren Veranstaltungen in den Banlieues von Lyon auf. Im selben Jahr veröffentlichte er sein erstes Buch: Les Musulmans dans la Laïcité. Dass er in diesem Buch schrieb, Inhalte des Schulunterrichts in Biologie könnten der islamischen Lehre entgegenstehen, und Eltern dazu aufrief, ihre Kinder dagegen mit „Kreationismus“ zu indoktrinieren, löste einen Konflikt mit anderen Lehrern an seiner Schule aus.
Ramadans zweites Buch Islam – Le face-à-face des civilisations erschien 1995. Im selben Jahr belegte ihn das französische Innenministerium mit einem Einreiseverbot, weil er eine „Gefahr für die öffentliche Ordnung“ darstelle. Die französischen Behörden waren zu der Zeit wegen eines Terroranschlags der algerischen Groupe Islamique Armé (GIA) auf eine Pariser Metrostation alarmiert. Sie gingen davon aus, dass das von Ramadan geleitete Islamische Zentrum Genf als europäischer Unterschlupf für FIS- und GIA-Unterstützer diente. Ein Aufruf gegen diese Maßnahme wurde von 17.500 Menschen unterzeichnet, neben der Genfer Moschee und dem Islamzentrum nahestehenden Islamisten auch von Vertretern der politischen Linken, der katholischen Kirche und der Französischen Liga für Menschenrechte. Ramadan stellte sich erfolgreich als Opfer einer ungerechten Verschwörung dar. Jean Ziegler setzte sich im Nationalrat für eine Aufhebung der „willkürlichen“ Einreisesperre ein. Zeitweise wurden Ramadan auch Vorträge an Schweizer Schulen untersagt, aber das Waadtländer Departement für Bildung sprach ihn schließlich von „jeglichem Verdacht des Fundamentalismus“ frei. Im Mai 1996 hob das Verwaltungsgericht Besançon das Einreiseverbot auf, was Ramadan zu einer „triumphalen Rückkehr“ nach Frankreich nutzte.
Bis 1998 wurde er an der Universität Genf mit einer Dissertation über die islamische Erweckung (Nahda) im 19. Jahrhundert promoviert. Die Dissertation wurde von der ersten Prüfungskommission unter seinem Doktorvater Charles Genequand abgelehnt, weil in ihr Ramadans Grossvater Hassan al-Banna ideologisch verklärt werde. Nachdem er – auf Vermittlung Jean Zieglers – zu Reinhard Schulze als neuem Betreuer gewechselt war (mit Richard Friedli als weiterem Gutachter), akzeptierte eine zweite Kommission die Arbeit und verlieh den Doktorgrad, allerdings ohne die übliche Ehrung und Gratulationen. Die Jury genehmigte die Veröffentlichung der Arbeit ausdrücklich „ohne Meinungsäußerung zu den beinhalteten Ansätzen“. Anschließend ging Ramadan auf Einladung der dortigen Islamic Foundation für ein Jahr mit seiner Familie nach Leicester, um seine Kenntnisse des Islam zu vertiefen. Die Leicester Islamic Foundation ist laut Gilles Kepel „eines der größten Zentren für die Verbreitung militanten sunnitisch-islamistischen Denkens“. Dort veröffentlichte er auch sein Buch Muslims in France – The Way Towards Coexistence. Ramadan gilt als eine der Persönlichkeiten, die im westlichen Kulturkreis die Ideologie der Muslimbruderschaft-Bewegung verbreiten.

### Berufliches

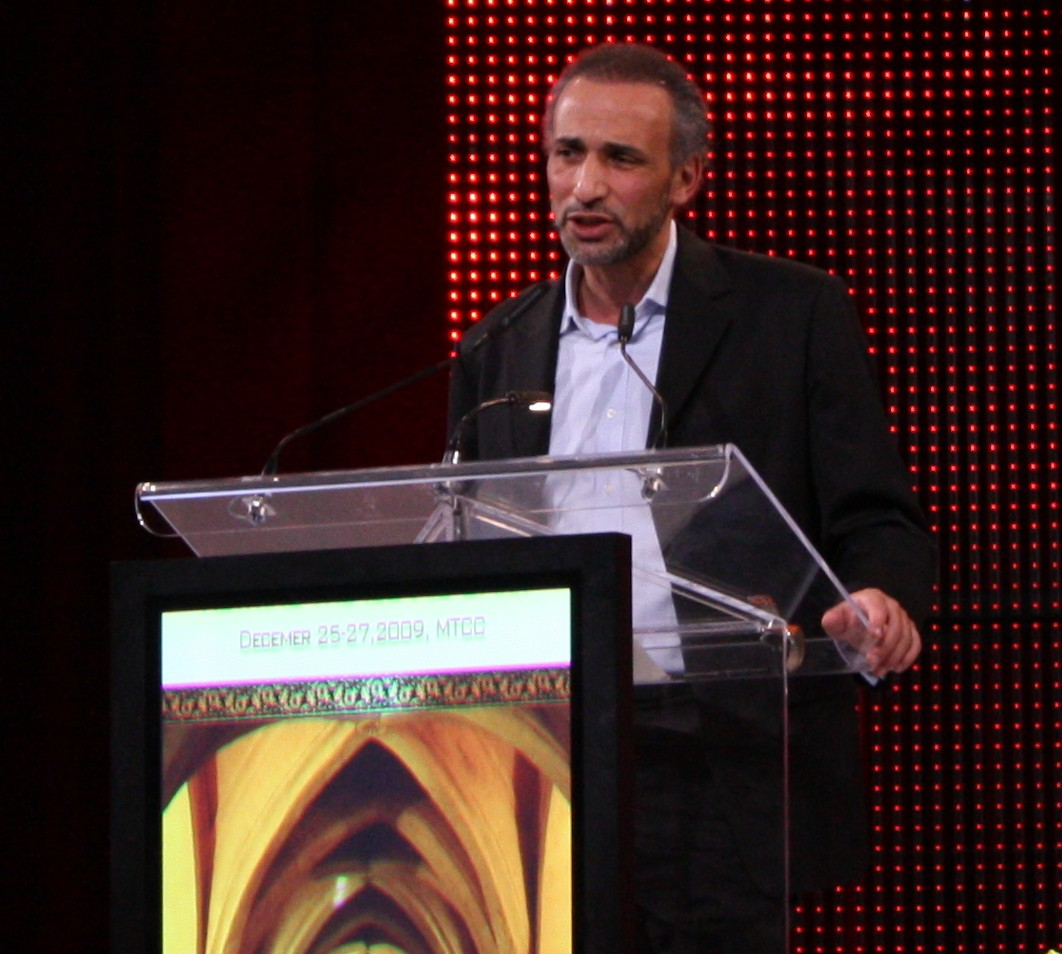
Tariq Ramadan (2009)

Nach seiner Rückkehr in die Schweiz war Tariq Ramadan erneut als Lehrer am Collège de Saussure tätig. Parallel gab er bis zum Universitätsjahr 2003/04 als Lehrbeauftragter an der Universität Freiburg (Üechtland) Kurse zur Einführung in den Islam mit einer Wochenstunde. Als Experte gehörte er mehreren Kommissionen des Europaparlamentes an und war 2003 Mitglied der von der Europäischen Kommission unter Romano Prodi einberufenen Hochrangigen Beratergruppe für den Dialog der Völker und Kulturen im euro-mediterranen Raum.
Anfang 2004 hätte er an der katholischen Universität von Notre Dame in Indiana (USA) eine Professur für Religion, Konflikt- und Friedensforschung antreten sollen. Das nach dem 11. September 2001 geschaffene Ministerium für Innere Sicherheit der Vereinigten Staaten zog allerdings ein schon erteiltes Einreisevisum kurzfristig wegen der Finanzierung von Terrorismus wieder zurück. Das US-Außenministerium stützte seine Entscheidung auf eine Spende von 900 $, die Ramadan an palästinensische Hilfsorganisationen geleistet hatte, die auch die Hamas unterstützen. Im Januar 2010 unterzeichnete US-Außenministerin Clinton eine Ausnahmegenehmigung für Ramadan, sodass dieser inzwischen wieder in die USA einreisen konnte.
Tariq Ramadan ist seit Oktober 2006 als Research Fellow am St Antony’s College der University of Oxford tätig. Seit 2009 hat er zudem eine Stiftungsprofessur für zeitgenössische Islamwissenschaft am orientalistischen Institut inne, finanziert vom Emirat Katar. Er lehrt auch an der theologischen Fakultät derselben Universität. Des Weiteren ist er Direktor des 2012 gegründeten Research Centre of Islamic Legislation and Ethics (CILE) in der katarischen Hauptstadt Doha.
Die von Ramadan seit 2007 ausgeübte Tätigkeit als Gastdozent an der Erasmus-Universität Rotterdam zum Thema „Identität und Bürgergeist“ sowie seine Tätigkeit als Berater der Stadt Rotterdam in multikulturellen Fragen wurden von beiden Institutionen im August 2009 fristlos gekündigt mit der Begründung, Ramadan sei als Moderator in einem weitgehend vom iranischen Staat finanzierten Sender aufgetreten. Unter der Landesangabe „England“ ist er Präsident des European Muslim Network (EMN) mit Sitz in Brüssel.
Er ist einer der Unterzeichner der Botschaft aus Amman (Amman Message), ebenfalls der Initiative Ein gemeinsames Wort (A Common Word).
Anfang April 2019 teilte die Presse auf Grundlage einer Mitteilung des Nachrichtendienstes Tracfin mit, dass Tariq Ramadan von der Qatar Foundation als Berater monatliche Zahlungen in Höhe von 35.000 € erhalten hat, obwohl er immer behauptete, seine Konferenzen auf freiwilliger Basis abzuhalten. So führte Tariq Ramadan am 1. Juni 2017 590.000 Euro von seinem katarischen Konto wieder nach Frankreich zurück, was ihm ermöglichte, eine Maisonettewohnung auf dem Montmartre-Hügel in Paris zu kaufen.

### Privates
Tariq Ramadan ist seit 1986 verheiratet und hat vier Kinder. Seine Frau stammt aus der Bretagne. Sie konvertierte als Katholikin zum Islam und nahm den Namen Iman an. Das Ehepaar lebt getrennt. Ein Sohn besucht (Stand wann?) ein Internat, das von Yusuf Islam geleitet wird. Ramadan hat sich wiederholt von den Aussagen seines Bruders Hani Ramadan distanziert, der das Islamische Zentrum Genf (Centre Islamique de Genève) leitet und von Kritikern als Hardliner bezeichnet wurde, da er – u. a. in einem Aufsatz in Le Monde 2002 – die Steinigung von Ehebrecherinnen forderte.

## Positionen
Tariq Ramadan tritt als Vertreter konservativer und orthodox-sunnitischer Positionen auf und bezeichnet sich als „Reformsalafist“. Ramadan setzt sich für die daʿwa ein, die islamische Mission in Europa. Ihr Ziel sei, dass die Europäer den Islam freiwillig annehmen, ohne ihre Sprache oder Sitten ablegen zu sollen, solange diese mit der Scharia vereinbar seien. Ramadan äußerte, die Europäer nicht arabisieren oder turkisieren zu wollen. Auch äußerte er sich kritisch zu der Auffassung, dass Europäer als Ḥarbīs keinerlei Rechte haben.
Ausgangspunkt von Ramadans Lehre ist die These, dass weder der Islam noch die Schari'a in der Geschichte statische Größen gewesen seien, wie muslimische Fundamentalisten es behaupteten. Die Anwendung des Begriffs dar al-harb („Bezirk des Krieges“) auf Europa sei deshalb heute überholt, zumal in Europa volle Religionsfreiheit gewährleistet sei, Muslime also nicht verfolgt würden. Ansonsten wären sie gezwungen, den dar al-harb zu verlassen und in den dar al-islam („Bezirk des Islam“) zu flüchten. Wichtig sei es, in nicht-islamischen Ländern zwischen den Traditionen der islamischen Welt und dem eigentlichen Kern zu unterscheiden, dem Ziel der Religion. Als eigenständige Leistung in der islamischen Begrifflichkeit gilt sein Konzept des Dar asch-Schahada („Bezirk des Glaubensbekenntnisses“), welches den geographischen Bezirk ausserhalb des dar al-islam bezeichnet, in dem die Muslime ihr Glaubensbekenntnis äussern und leben können, ohne Repressalien erwarten zu müssen.
Einem Muslim, der sich langfristig in Europa aufhalten möchte, stellte Ramadan (veröffentlicht 2001) folgende Bedingungen:
In drei Fällen ist ein solcher Aufenthalt nicht erlaubt:
1. Es gibt dafür kein Bedürfnis oder klares Ziel.
2. Der Muslim tut dies nur aus egoistischem Interesse oder dem Wunsch, die westliche Lebensweise, unter Missachtung der religiösen Gebote, anzunehmen.
3. Der Muslim möchte sich mit Nicht-Muslimen verbünden, um den Islam zu bekämpfen.[25]

Möglich ist der Aufenthalt unter folgenden Bedingungen:
1. Er muss die Freiheit haben, die Schahāda auszusprechen und seine Religion zu praktizieren.
2. Seine Arbeit oder sein Studium im Westen müssen der islamischen Gesellschaft dienen.

Ramadan formuliert fünf Hauptprinzipien für Muslime als Minderheit in Europa:
1. Der Begriff dar al-harb für Europa müsse durch seinen Begriff Dar asch-Schahada ersetzt werden.
2. Ein Muslim, der seinen Aufenthalt oder gar die Staatsbürgerschaft in einem europäischen Land habe, müsse sich in den dortigen Gesellschaftsvertrag (im Sinne von Jean-Jacques Rousseau) fügen. Grundlage dafür sei die absolute Vertragstreue, an die ein Muslim gebunden ist. Sie ist eines der drei Grundprinzipien der islamischen Umma, die Ramadan formuliert.
3. Im Gegenzug müssten die europäischen Gesetzgeber im Rahmen der garantierten Religionsfreiheit den Muslimen die Möglichkeit geben, beispielsweise repräsentative Moscheen zu bauen.
4. Die Muslime müssten sich im vollen Umfang als Mitbürger betrachten, die am gesellschaftlichen Leben in allen seinen verschiedenen Aspekten teilhaben, ohne ihre eigenen – islamischen – Werte dabei aufzugeben („Statt Integration müssen wir Mitbestimmung und Teilhabe fordern“[26]).
5. Innerhalb der gesetzlichen Rahmenbedingungen der europäischen Staaten seien die Muslime frei, Entscheidungen nach ihren persönlichen Glaubensvorstellungen zu treffen.

Konflikte, die durch die Gesetzgebung entstehen können:
Konflikte entstehen beispielsweise, wenn es um spezifische Regeln geht, die zum Muslimsein gehören. Beispiele solcher Probleme in Europa sind Alkoholkonsum, Kopftuch, Zins, Pflichtversicherungen, Schächtung und viele andere. In solchen Fällen seien Lösungen innerhalb des rechtlichen Rahmens zu suchen. Es erfordere juristische Arbeit, um im jeweiligen Gesetzesrahmen Möglichkeiten für Muslime zu finden, ihren Glaubensregeln nicht zuwiderzuhandeln. Nur in einem Falle seien Muslime von ihrer Vertragspflicht befreit. Diese Ausnahme betreffe den Gewissensvorbehalt in Kriegsfragen. Ein Muslim muss in keinem Krieg dienen, der ungerecht oder aus wirtschaftlichen Interessen heraus geführt wird. Dies gelte ebenso für Kriege, die gegen andere Muslime geführt werden.
Ramadans Konzept wendet sich sowohl gegen die von fundamentalistischen Predigern geforderte Ghettoisierung der Muslime als auch gegen eine Assimilation, die der Aufgabe des Islams gleichkäme. Unter gewissen Voraussetzungen sieht Ramadan (Stand 2005) zwischen dem Islam und dem Westen keinen Widerspruch im Hinblick auf die Möglichkeit, eine Zivilgesellschaft zu formen.
Ramadan sprach sich 2005 für die Aussetzung jedweder Körper- und Todesstrafen in der islamischen Welt (mit dem Ziel ihrer Überwindung) aus.
Im Zuge der Kopftuch-Debatte bezeichnete er die traditionelle Kleidung der Muslimin (Hidschāb) als „Zeichen ihrer Identität“ und als „islamische Pflicht“, die jedoch kein „Zwang“ werden dürfe.

## Wirkung in der Öffentlichkeit
Tariq Ramadan tritt für eine neue europäisch-muslimische Identität ein. In seinem Buch Muslimsein im Westen fordert er „die Partizipation am gesellschaftlichen Leben, kulturelle Projekte im Einklang mit der europäischen Kultur und der muslimischen Ethik“. Er bezeichnet sich als „Reformsalafist“ (Salafi reformist):

“The aim is to protect the Muslim identity and religious practice, to recognize the Western constitutional structure, to become involved as a citizen at the social level and to live with true loyalty to the country to which one belongs”

„Ziel ist es, die muslimische Identität und religiöse Praxis zu schützen, die westliche Verfassungsstruktur anzuerkennen, auf sozialer Ebene als Bürger eingebunden zu werden und in ehrlicher Loyalität gegenüber dem Land zu leben, zu dem man gehört.“

Wirtschaftspolitisch tritt Ramadan für einen „islamischen Sozialismus“ ein und macht die Weltbank und den Internationalen Währungsfonds (IWF) für die Probleme der Dritten Welt verantwortlich:

“[…] faced with neoliberal economics, the message of Islam offers no way out but resistance.”

„Gegenüber neoliberaler Wirtschaftspolitik lässt der Islam nur eine Antwort zu, den Widerstand.“

Seine bevorzugten Philosophen sind Muhammad Abduh und Dschamal ad-Din al-Afghani, die im 19. Jahrhundert die heiligen Schriften nach Ramadans Auffassung „rational“ neu interpretieren wollten, für welche Wissenschaft, Frauenemanzipation und Demokratie keinesfalls im Widerspruch zum Islam standen, die aber den westlichen Materialismus scharf kritisierten. Andere Philosophen und Prediger, auf die er sich bezieht, sind Abul Ala Maududi, Ibn Chaldūn, Ibn Taymiyya, Al-Māwardī, Ibn Al-Qayyim und Hasan al-Bannā.
Im Jahr 1993 sprach sich Ramadan in scharfen Worten gegen die geplante Genfer Aufführung von Voltaires Mahomet aus. In der Frage der Steinigung von Ehebrecherinnen und Ehebrechern plädierte Ramadan für ein „Moratorium“ und eine „breite innerislamische Debatte“, um einen die gesamte islamische Welt umfassenden Konsens zu erzielen. In einer Debatte im französischen Fernsehen weigerte er sich, die Steinigung von Frauen pauschal zu verurteilen. Ramadan hat mehrfach öffentlich alle Terroranschläge verurteilt. Im Januar 2015 äußerte er sich zu dem Anschlag auf Charlie Hebdo und attestierte der Zeitschrift unter anderem einen „Humor von Feiglingen“. Als „führenden islamischen Denker“ unter Europas Muslimen der zweiten und dritten Generation, der aber auch grosses Misstrauen hervorrufe, führte ihn 2000 das Time Magazine in der Sparte „Erneuerer des Monats“.

### Kritik an Ramadan
Ramadans Kritiker – allen voran Caroline Fourest, Autorin von Frère Tariq („Bruder Tariq“) – sehen in ihm gleichwohl eine sich nur scheinbar aufgeklärt gebende Stimme des im Kern antiwestlich orientierten Islamismus. Fourest hält ihn gerade deswegen für besonders gefährlich, weil seine Ansichten auf den ersten Blick völlig vernünftig erscheinen. Kritiker lasten ihm überdies den Konflikt mit den französischen Journalisten Bernard-Henri Lévy und Alain Finkielkraut sowie Bernard Kouchner, André Glucksmann und Pierre-André Taguieff an, denen er 2003 in einem von Libération und Le Monde abgelehnten, aber von oumma.com abgedruckten Artikel eine Tendenz zum „jüdischen Kommunitarismus“ vorwarf. Ein weiterer Schritt von ihm war seine Forderung, jüdische Mitbürger sollten nicht „reflexartig“ Israel verteidigen.
Dagegen finden seine Aufforderungen an die Muslime Zustimmung, sich von Regimen wie dem saudischen und vom Terrorismus zu distanzieren.
Gilles Kepel deutet Ramadans jüngst geändertes Auftreten dergestalt, dass er sich im Image vom Sprecher der islamischen Jugend zum Universalintellektuellen gewandelt habe, um seinem Ehrgeiz besser gerecht zu werden. 2003 kam es im französischen Fernsehen zu einem heftigen Wortgefecht mit dem damaligen Innenminister Nicolas Sarkozy, als Ramadan ein „Moratorium“ über Steinigungen vorschlug, das schariatische Gesetz aber nicht grundsätzlich verurteilen wollte.
Fourest wirft Ramadan vor, eine Schura von Gelehrten anzustreben, die in ihrer Mehrheit Anhänger der Steinigung seien.
Der Islamwissenschaftler Olivier Roy glaubt nicht, dass in Frankreich die Fundamentalisten den Grossteil seiner Anhänger stellen, ebenso wenig wie arme Muslime aus den Vorstädten. Vielmehr spreche Ramadan die zweite Generation der Einwanderer an, die Akademiker seien, sich aber nicht integriert fühlten, aber doch gerne zur Mittelschicht zählen würden. Begriffe wie „Würde“ und „Respekt“ fielen bei ihnen auf fruchtbaren Boden.
In den letzten Jahren ist Ramadan speziell in Frankreich wegen seiner islamistischen Positionen in die Kritik geraten. So wurden Anfang des Jahres 2016 Auftritte Ramadans in Béziers, Argenteuil sowie in der Cité Internationale Universitaire de Paris und im Institut du monde arabe abgesagt.

## Anschuldigungen wegen Vergewaltigung von Frauen und sexualisierter Gewalt
Im Oktober 2017 erstattete die feministische Muslimin Henda Ayari bei der Staatsanwaltschaft von Rouen Anzeige gegen Ramadan; er sei 2012 in einem Pariser Hotel ihr gegenüber sexuell übergriffig geworden und habe sie vergewaltigt. Ayari hatte diesen Vorfall in ihrer 2016 erschienenen Autobiografie J’ai choisi d’être libre („Ich habe mich entschieden, frei zu sein“) erwähnt, ohne einen Namen zu nennen. Am 20. Oktober 2017 machte Ayari auf Facebook ihn dann unter dem Hashtag #BalanceTonPorc („Verpfeif dein Schwein“) öffentlich: « C’est une décision très difficile, mais j’ai décidé moi aussi qu’il est temps de dénoncer mon agresseur, c’est Tariq Ramadan » („Es ist eine sehr schwierige Entscheidung, aber auch ich habe mich entschieden, dass es Zeit ist, meinen Angreifer anzuzeigen; es ist Tariq Ramadan“). Ramadans Anwalt, Yassine Bozrou, erklärte gemäß Le Parisien, sein Mandant werde Klage wegen Verleumdung einreichen.
Wenige Tage nach dem Bekenntnis Ayaris reichte eine weitere Frau Klage wegen Vergewaltigung gegen Ramadan ein. Die behinderte 45-jährige Französin, die zum Islam konvertiert ist, sei 2009 in sein Hotelzimmer gelockt worden, wo er übergriffig geworden sei und sie vergewaltigt habe. Gleichentags wurde bekannt, dass eine dritte Frau mitteilte, Ramadan habe ihr „pornografische“ Nachrichten geschickt und später versucht, sie anzuschwärzen und ihre Reaktionen zu beeinflussen.
Am 5. November 2017 berichtete die Zeitung Tribune de Genève von Vorwürfen, Ramadan habe in seiner Zeit Anfang der 1990er-Jahre als Lehrer am Genfer Gymnasium Collège de Saussure systematisch minderjährige Schülerinnen verführt. Der damalige Schuldirektor bestätigte der Zeitung, über derartige Aussagen informiert gewesen zu sein; Untersuchungen wurden damals nicht eingeleitet. Die Universität Oxford vereinbarte mit Ramadan daraufhin, dass er seine Lehrtätigkeit vorerst einstellen werde.
Aufgrund der Vorwürfe – deren Berechtigung er bestritt und als Teil einer Verleumdungskampagne wertete – wurde er im Januar 2018 bei seiner Einreise von der französischen Polizei festgenommen.
Nach Festnahme Ramadans in Paris leitete die Pariser Staatsanwaltschaft im Februar 2018 aufgrund von Vergewaltigungsvorwürfen ein Ermittlungsverfahren ein. Ramadan erstattete im Gegenzug Anzeige wegen Verleumdung. Bei der richterlichen Anhörung am 22. Oktober 2018 gab Ramadan erstmals sexuelle Beziehungen mit der Klägerin Henda Ayari und einer weiteren Person mit dem Pseudonym „Christelle“ zu, die ihn der Vergewaltigung beschuldigten. Es habe sich aber um „einvernehmlichen“ Sex gehandelt.
Im Februar 2020 wies das Schweizerische Bundesgericht die Klage von Ramadan gegen eine der Genfer Klägerinnen zurück, die öffentlich über ihre erlittene Vergewaltigung berichtet hatte. Ramadan hatte versucht, die Frau und ihre Anwälte gerichtlich zum Schweigen zu bringen.
Im Dezember 2022 eröffnete das Genfer Gericht ein Verfahren wegen Vergewaltigung und sexueller Nötigung.
Im Mai 2023 wurde Ramadan vorerst freigesprochen, dann aber vom Genfer Appellationsgericht im September 2024 zu einer Freiheitsstrafe von drei Jahren verurteilt, davon ein Jahr unbedingt. Ramadan zieht das Urteil weiter ans Bundesgericht.

## Schriften
Deutsch
- Der Islam und der Westen. M.S.V., Marburg 2000, ISBN 3-932399-22-6.
- Der Islam und die Muslime. Größe und Dekadenz in unserem alltäglichen Leben. Verlag Green Palace, Berlin 2000, ISBN 3-934566-00-6.
- Muslimsein in Europa. M.S.V., Marburg 2001, ISBN 3-932399-24-2.
- Die Muslime im Westen. Aufbauen und Mitgestalten. Muslimische Jugend in Deutschland e. V. 2003, ISBN 3-937321-01-2.
- Radikale Reform: Die Botschaft des Islam für die moderne Welt. Diederichs, München 2009, ISBN 978-3-424-35000-5.
- Muhammad: Auf den Spuren des Propheten. Aus dem Englischen von Fiona Pappeler und Felicitas Schreiber unter Mitwirkung von Kristiane Backer. Diederichs, München 2009, ISBN 978-3-424-35020-3.

Französisch
- L’islam et le réveil arabe. Presse du Châtelet, Paris 2011, ISBN 978-2-84592-329-4.
- Jihad, guerre, et paix en Islam. Tawhid, Lyon 2004, ISBN 2-909087-84-0.
- Musulmans d’Occident: Construire et contribuer. Tawhid, Lyon 2002, ISBN 2-909087-81-6.
- De l’Islam. Tawhid, Lyon 2002, ISBN 2-909087-80-8.
- La foi, la voie, et la Résistance. Tawhid, Lyon 2002, ISBN 2-909087-82-4.
- Les Musulmans dans la laïcité. Tawhid, Lyon 1998, ISBN 2-909087-37-9.

Englisch
- 2002 Islam and Muslims in Europe: A Silent Revolution toward Rediscovery. In: Muslims in the West. From Sojourners to Citizens. Hrsg.: Yvonne Yazbeck Haddad. Oxford University Press, ISBN 0-19-514805-3, S. 158–166, doi:10.1093/acprof:oso/9780195148053.003.0011
- 2004 Western Muslims and the Future of Islam. Oxford University Press, New York/Toronto, ISBN 0-19-517111-X.
- The Messenger: The Meanings of the Life of Muhammad. Allen Lane, London 2007, ISBN 978-0-7139-9960-0.